# Adam Kinaszewski

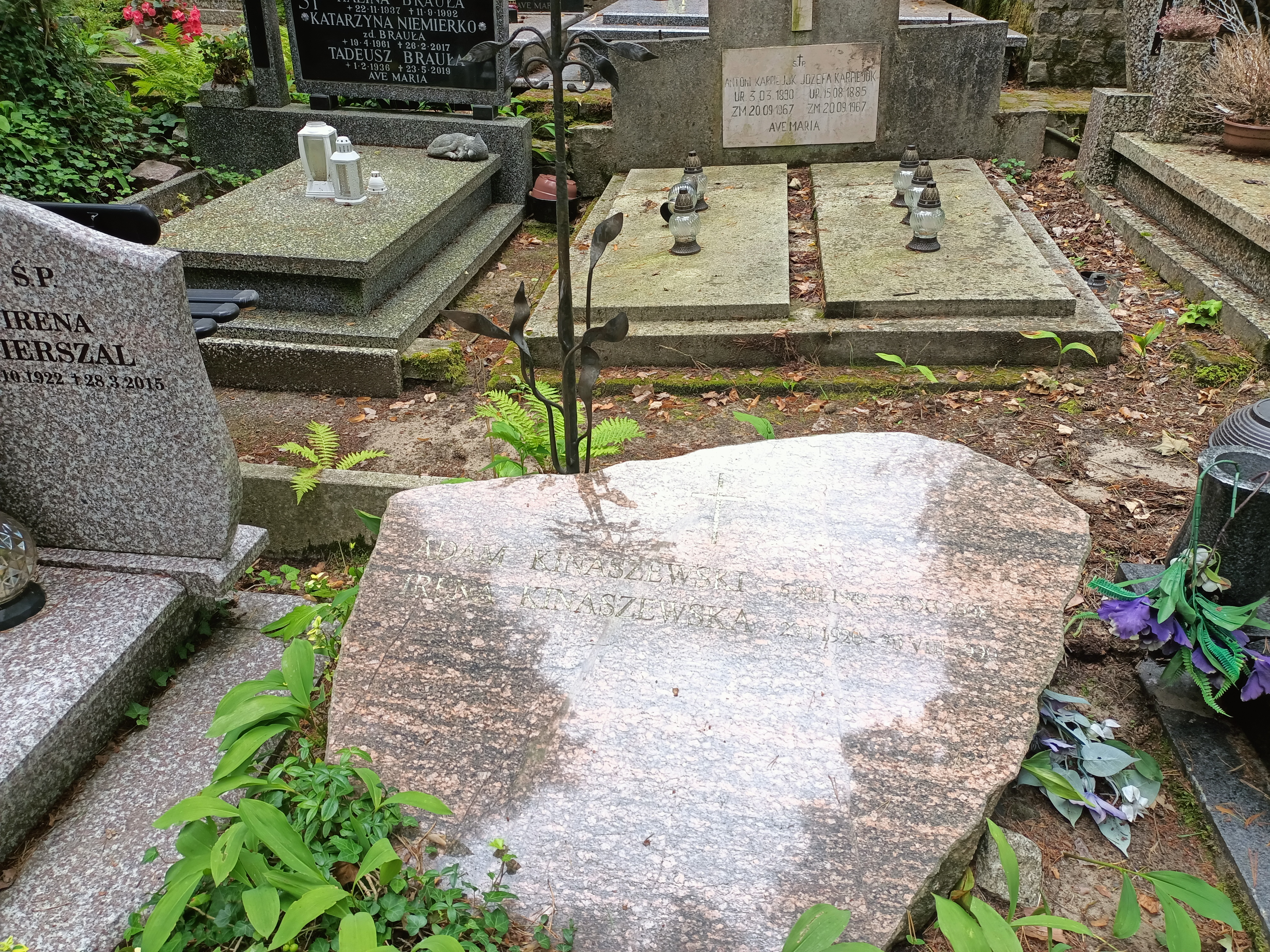
Grób Adama Kinaszewskiego na cmentarzu katolickim w Sopocie

Adam Mikołaj Kinaszewski (ur. 6 grudnia 1944 w Krakowie, zm. 30 listopada 2008 w Gdańsku) – polski dziennikarz, reżyser i producent telewizyjny, mąż dziennikarki i reżyserki Henryki Dobosz-Kinaszewskiej, ojciec aktorki Pauliny Kinaszewskiej.

## Życiorys
Był synem Zbigniewa i Ireny, pracownicy „Tygodnika Powszechnego”. Po rozwodzie matka sama go wychowywała. W wieku 12 lat Kinaszewski poznał księdza Karola Wojtyłę, u którego pełnił posługę ministranta. Matka zajmowała się wtedy przepisywaniem rękopisów i porządkowaniem zbiorów przyszłego papieża. 
W 1969 roku Adam Kinaszewski ukończył studia na Wydziale Prawa Uniwersytetu Jagiellońskiego, a w 1977 Państwową Wyższą Szkołę Filmową i Telewizyjną w Łodzi. W latach 1971–1975 zatrudniony był w redakcji „Gazety Zielonogórskiej”. W 1973 został członkiem Stowarzyszenia Dziennikarzy Polskich. Od 1976 do 1982 był redaktorem w telewizji gdańskiej. W sierpniu 1980 przebywał w Stoczni Gdańskiej podczas strajku jako reporter Telewizji Polskiej. W 1981 roku był internowany na 6 miesięcy. Osadzony został w Strzebielinku w celi z Andrzejem Drzycimskim. Otrzymał wtenczas list od Jana Pawła II. Z internowania zwolniono go 11 czerwca 1982. 
W latach 1982–1989 Adam Kinaszewski był rzecznikiem Lecha Wałęsy oraz członkiem zespołu doradczego programującego działalność przewodniczącego NSZZ Solidarność. Podjął działalność w prasie podziemnej i wydawnictwach drugiego obiegu. Zaangażował się także jako korespondent radiowy polskiej sekcji BBC w Londynie. Razem z Andrzejem Drzycimskim opublikował w 1985 w Paryżu i w San Diego "Dziennik internowanego". Obaj wydali także wspólnie pierwszą biografię Lecha Wałęsy "Droga nadziei".
W 1989 roku A. Kinaszewski zorganizował telewizyjną kampanię wyborczą Solidarności w Gdańsku. Kierował studiem wyborczym Związków Zawodowych. Należał do pierwszego zespołu redakcyjnego utworzonego w 1989 periodyku „Tygodnik Gdański”. W latach 1990–1991 zatrudniony był w redakcji nowo powstałej „Gazety Gdańskiej”, w której był najpierw zastępcą redaktora naczelnego, a następnie redaktorem naczelnym. Przez kolejny rok pełnił funkcję redaktora naczelnego „Dziennika Krajowego”. Publikował w kwartalniku społeczno-politycznym „Przegląd polityczny. W latach 1993–1994 kierował TVP Gdańsk. Od 1994 roku był właścicielem firmy producenckiej tworzącej programy telewizyjne i filmy dokumentalne. Zmarł nagle. Pochowano go  na cmentarzu katolickim w Sopocie przy ulicy Malczewskiego. Rok później został pośmiertnie odznaczony Krzyżem Komandorskim Orderu Odrodzenia Polski przez prezydenta RP Lecha Kaczyńskiego w dniu 4 czerwca 2009.

## Filmografia
Na podstawie źródła

### Reżyser
- Kolizja (1979);
- Solidarność (1980);
- S.O.S. dla Hel 126 (1980);
- Gdynia. Grudzień 1970 (1980);
- Lud da siłę swojemu poecie (1981);
- Siedem grzechów głównych po góralsku (1995);
- Warszawa - pejzaż z Singerem (1999);
- Góral w sutannie (2001);
- Lech Wałęsa. Bilans dwu dekad (2003);
- Projekt Sopot doc. (2006);
- Między sierpniem a młotem (2010)

### Scenarzysta
- Kolizja (1979);
- Gdynia. Grudzień 1970 (1980);
- Lud da siłę swojemu poecie (1981);
- Warszawa - pejzaż z Singerem (1999);
- Góral w sutannie (2001);
- Lech Wałęsa. Bilans dwu dekad (2003);
- Projekt Sopot doc. (2006);
- Między sierpniem a młotem (2010)

### Producent
- Siedem grzechów głównych po góralsku (1995);
- Góral w sutannie (2001);
- Projekt Sopot doc. (2006);
- Między sierpniem a młotem (2010)

### Producent wykonawczy
- Lech Wałęsa. Bilans dwu dekad (2003);
- Pełną parą (2005)

## Nagrody filmowe
Na podstawie źródła
- Brązowa Fregata;
- I i III nagroda I Przeglądu Filmów Telewizyjnych „Wybrzeże od Sierpnia do Sierpnia";
- Złoty Notes